# Febre familiar do Mediterrâneo
Febre familiar do Mediterrâneo é uma doença inflamatória hereditária. Ela é uma doença autoinflamatória causada por mutações no gene da febre mediterrânea, que codifica uma proteína de 781-aminoácido chamada pirina. Embora todos os grupos étnicos sejam suscetíveis à FMF, geralmente ocorre em pessoas de origem mediterrânea — incluindo judeus sefarditas, judeus mizrahi, judeus asquenazes, assírios, armênios, azeri, curdos, gregos, turcos e italianos.
O transtorno recebeu vários nomes, incluindo poliserose paroxísma familiar, peritoniteperiódica, poliserose recorrente, peritonite paroxistemer benigna, doença periódica ou febre periódica, doença periódica de Reimann ou síndrome de Reimann, doença de Siegal-Cattan-Mamou e doença periódica de Wolff.

## Tratamento
Os ataques são auto-limitantes e requerem analgesia e NSAIDs (como diclofenac). A colchicina, uma droga usada principalmente na gota, diminui a frequência de ataque em pacientes com FMF. A maneira exata pela qual a colchicina suprime os ataques não é clara. Embora este agente não esteja sem efeitos colaterais (como dor abdominal e dores musculares), pode melhorar significativamente a qualidade de vida dos pacientes. A dosagem é tipicamente de 1-2 mgs por dia. O desenvolvimento da amiloidose é adiado com o tratamento da colchicina. Interferon está sendo estudado como uma modalidade terapêutica. Alguns aconselham a interrupção da colchicina antes e durante a gravidez, mas os dados são inconsistentes, e outros sentem que é seguro tomar colchicina durante a gravidez.
Aproximadamente 5 a 10% dos casos de FMF são resistentes apenas à terapia colchicina. Nestes casos, a adição de anakinra ao regime cotidiano de colchicina foi bem sucedida. O Canakinumab, um anticorpo monoclonal anti-interleucina-1-beta monoclonal,também tem se mostrado eficaz no controle e prevenção de flare-ups em pacientes com FMF resistente à colchicina e em duas síndromes de febre recorrente autoinflamatória adicional: deficiência de quinase mevolonato (síndrome hiper-imunoglobulinaD, ou HIDS) e fator de necrose tumoral -síndromes de necrose associadas ao receptor-TRAP).